# Veraikon z kościoła Świętej Marii Magdaleny we Wrocławiu
Veraikon z kościoła Świętej Marii Magdaleny we Wrocławiu – gotycki obraz przedstawiający twarz Jezusa Chrystusa. Namalowany około 1400 roku przez nieznanego malarza (miejscowego, albo czeskiego). Nieznana jest pierwotna proweniencja dzieła oraz umiejscowienie w przestrzeni sakralnej. Ze względu na niewielkie rozmiary dzieła badacze przypuszczają, iż wrocławski Veraikon mógł służyć prywatnej dewocji. Od 1725 roku do ostatniej wojny znajdował się we wrocławskiej katedrze pw. Świętej Marii Magdaleny, jednej z dwóch far miejskich. Obecnie prezentowany jest w Galerii Sztuki Średniowiecznej Muzeum Narodowego w Warszawie. Obraz ten jest swobodną interpretacją pierwowzoru zwanego acheiropoietosem – wizerunku Jezusa, który miał być namalowany w sposób cudowny – „nie uczyniony ludzką ręką”.

## Wygląd
Obraz z kościoła Świętej Marii Magdaleny przedstawia portret oblicza Jezusa en face na złotym tle. W sposób subtelny i delikatny zostały namalowane szczegóły twarzy: duże brązowe oczy, drobne ciemne brwi, nos, bordowe usta oraz wąsy i broda, których koloryt staje się ku krawędziom bardziej ciemny. Twarz charakteryzuje się dość ciemną karnacją i rumieńcami na policzkach. Charakterystyczny też jest subtelny modelunek światłocieniowy, przez co twarz sprawia wrażenie trójwymiarowej. Długie ciemne włosy u dołu stapiają się z kolorem zarostu, tworząc typowy dla tradycyjnych przedstawień acheiropoietoicznych. Zgodnie z tradycją ikonograficzną zaniechano tu portretowego ujęcia (brak górnych partii korpusu ciała); twarz Zbawiciela została wpisana złote tło, w którym widać delikatnie punktowane promienie. Złote tło wypełnia także ramę obrazu, którą zdobi punktowany ornament roślinny.

## Analiza
Wizerunek Świętego Oblicza z Wrocławia emanuje bogatymi treściami ideowymi i odzwierciedla powszechny w gotyku kult jednej z najważniejszych relikwii Jezusa, którą była chusta na której została odbita twarz Jezusa, nazywana w Bizancjum mandylionem (gr. – „święte oblicze”), a w Europie Łacińskiej Veraikonem (łac. vera icon – prawdziwy obraz). Historia tych wizerunków jest skomplikowana, między innymi ze względu na liczne legendy, które towarzyszyły kultowi Świętego Oblicza.

### Acheiropoietos

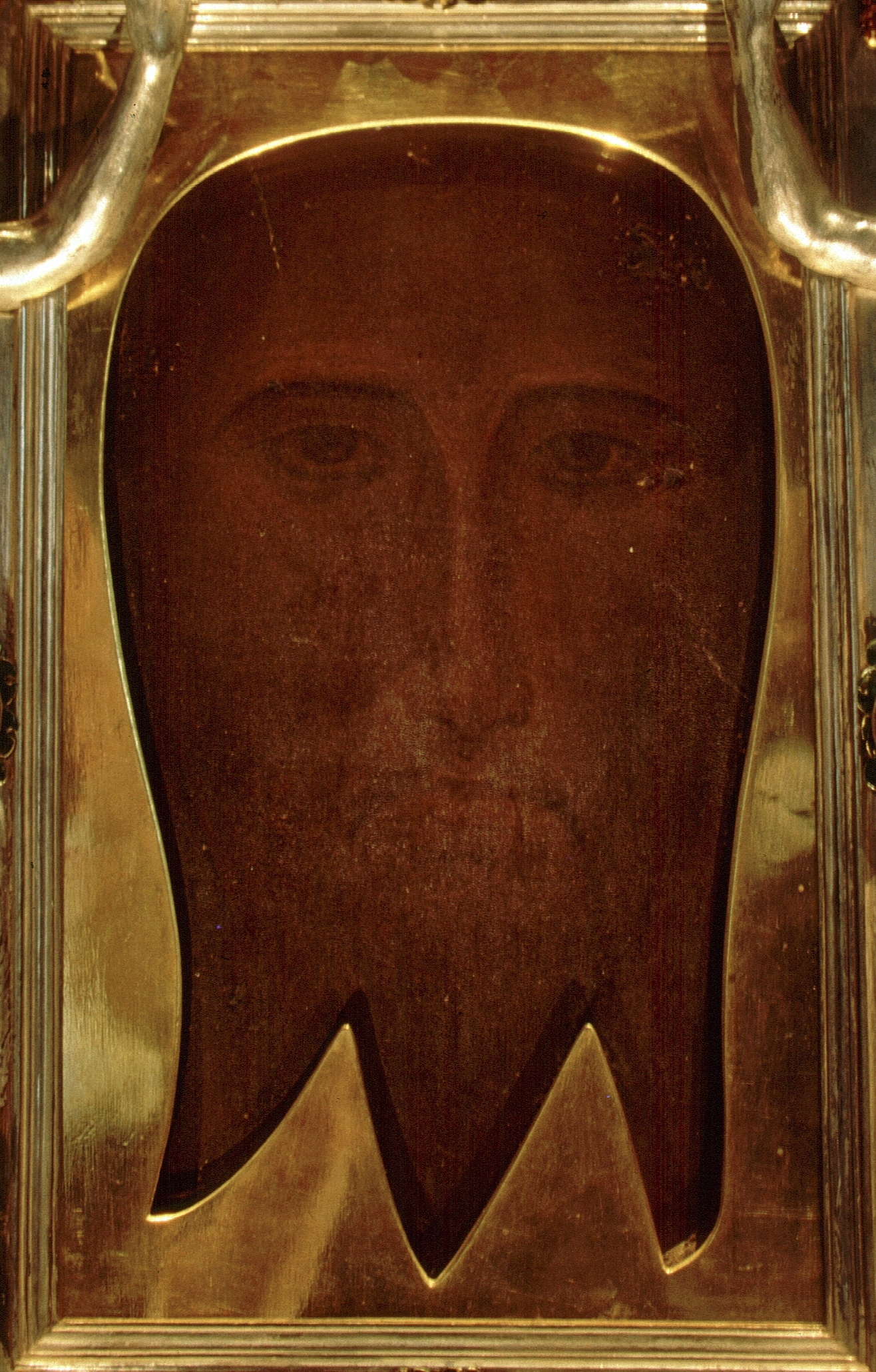
Domniemany wizerunek z Edessy w zbiorach watykańskich, ideowy i ikonograficzny pierwowzór Veraikonu z Wrocławia

Pierwowzorem obrazu z Wrocławia był późnoantyczny acheiropoietos, który, jak głosi legenda powstał w cudowny sposób. Abgar V Ukkama, władca królestwa Osroene ze stolicą w Edessie prosił Jezusa o Jego misję by go uzdrowił. Zbawiciel nie wysłuchał takiego polecenia, ale Chrystus przyłożył chustę do swojej twarzy i w ten sposób powstał portret, który następnie w sposób cudowny, miał być wysłany do monarchy. Abgar kontemplując ten wizerunek ozdrowiał. W wyniku tych wydarzeń chusta ta stała się najważniejszą relikwią Edessy, a następnie kult rozpowszechnił się w Bizancjum.

### Mandylion
W 944 roku na polecenie cesarza Konstantyna Porfirogenety dokonano translacji (przeniesienia) relikwii, znanej pod pojęciem mandylion do Konstantynopola, ponadto na polecenie władcy napisano w latach 945-959 Opowieść o wizerunku z Edessy. Dzięki umieszczeniu Opowieści w zbiorze tekstów czytanych podczas liturgii Kościoła wschodniego (tzw. synaksarion konstantynopolitański), tekst rozpropagowany został wszędzie, gdzie ową liturgię sprawowano, głównie w Bizancjum oraz na obszarach Słowiańszczyzny wschodniej i południowej. W sztuce bizantyjskiej znaczenie kultu mandylionu było wielkie. Wizerunek ten stał się jednym ze źródeł ideowych malarstwa ikonowego. Niezależnie od Opowieści, historia Abgara była w rozmaitych wersjach powtarzana w licznych źródłach pisanych, m.in. w Złotej Legendzie Jakuba de Voragine. Podczas IV krucjaty po zdobyciu w roku 1204 stolicy Bizancjum mandylion mieli zrabować łacińscy krzyżowcy. Zgodnie z jedną tradycją Święte Oblicze przewieziono do Rzymu, gdzie do 1870 roku czczone było w dawnej prywatnej kaplicy papieży San Silvestro in Capite na Kwirynale, a obecnie znajduje się w zakrystii watykańskiej bazyliki Świętego Piotra. Jednakże w przestrzeni czasu powstało wiele opowieści o tej relikwii (m.in. o nabyciu jej przez Ludwika IX Świętego i translacji do paryskiej Sainte-Chapelle), stąd wiarygodność rzymskiej relikwii jest częstokroć kwestionowana.

### Veraikon
Oprócz wschodniej tradycji powstania Świętego Oblicza, istnieją też inne wersje legendy poświęcone wizerunkowi, rozpowszechnione w Europie Łacińskiej. Jedna ze starszych legend opowiada o Berenice, która cierpiała na krwotok, a dzięki wstawiennictwu Chrystusa ozdrowiała. Jako wotum dziękczynienia namalowała na chuście wizerunek Jezusa, który miał się stać później cudowny – dzięki niemu ozdrowiał cesarz rzymski Tyberiusz. Inna zachodnia wersja legendy mówi o chorej Weronice, która prosiła Jezusa o uzdrowienie. Ocierając się z potu odbił swoje oblicze na chuście, którą podarował. Ten dar miał uzdrowić niewiastę. Imię Weronika ma genezę łacińską i oznacza vera icon – „prawdziwy obraz”, stąd też powstało pojęcie dla obrazu – veraikon. W średniowieczu, pod wpływem rozwoju kultu Pasji Chrystusa treść legendy o Weronice została uzupełniona. Mówi ona o Weronice, która poszła za umęczonym i skazanym na śmierć krzyżową Chrystusem, który dźwigał swoje narzędzie śmierci na Golgotę. Na chuście świętej zarysowało się odbicie twarzy Chrystusa, nie tylko spoconej lecz także naznaczonej krwią i innymi symptomami męki. Również ta chusta – relikwia miała dotrzeć do Rzymu, gdzie czczona była m.in. jako sudarium. Najstarsze przesłanki o jej kulcie sięgają dopiero VIII wieku. Kult ten gwałtownie wzrósł w XIII wieku i trwał przez kolejne stulecia, aż po XVI wiek. Jedną z pamiątek ogłoszenia przez papieża Bonifacego VIII roku 1300 Rokiem Jubileuszowym było wystawianie na widok publiczny relikwii Świętego Oblicza. Świadectwem kultu są liczne kopie wykonywane przez malarzy rzymskich (pictores veronicarum) i rozsyłane po całej Europie.

### Znaczenie wizerunku Świętego Oblicza w sztuce Śląska
Na Śląsku kult Świętego Oblicza znany jest od początku XIV wieku czego świadectwem jest jedna z kwater niewielkiego kwadryptyku należącego do wrocławskich Klarysek (obecne w zbiorach MNW) przedstawiająca scenę adoracji Świętego Oblicza przez założycieli zakonu Braci Mniejszych, świętych Franciszka i Klarę. Kult Veraikonu upowszechnił się w okresie przynależności Śląska do Korony Czeskiej. Wiadomo, że jedną z replik Veraikonu sprowadził z Rzymu cesarz Karol IV Luksemburski i złożył w skarbcu katedry w Pradze. Odtąd na terenie Korony Czeskiej, w tym na Śląsku upowszechniły się Veraikony, a obraz z kościoła Marii Magdaleny w opinii badaczy jest stylistycznie powiązany z czeskimi dziełami malarstwa, głównie za sprawą typu fizjonomicznego Chrystusa. Z późniejszych dzieł gotyckich na Śląsku znane są dwa wizerunki Świętego Oblicza, datowane na 1450 prezentowane obecnie w Muzeum Narodowym we Wrocławiu. W przeciwieństwie do dzieła wrocławskiego tłem dla twarzy Chrystusa jest biała chusta, która w jednym obrazie jest zawieszona na krzyżu, w drugim zaś podtrzymywana przez anioły, które podtrzymują także arma Christi.